# 소켓 AM1
소켓 AM1은 AMD가 설계한 CPU 소켓으로 2014년 4월 가치 부문의 데스크톱 SoC용으로 출시되었다. 소켓 AM1은 내장 GPU와 칩셋을 모두 포함하는 CPU 클래스용으로 설계되어 본질적으로 완전한 SoC 구현을 형성하며 디스플레이, PCI 익스프레스, SATA 및 기타 입출력 인터페이스용 핀이 소켓에 직접 있다. APU로 지정된 AMD의 첫 번째 호환 CPU는 재규어의 카비니(Kabini) 제품군에 속하는 4개의 소켓 가능 칩으로 애슬론 및 셈프론이라는 이름으로 판매되고 2014년 4월 9일에 발표되었다. 소켓 AM1은 출시되기 전에 처음에는 소켓 FS1b로 브랜드화되었다.
브랜드 이름은 애슬론과 셈프론이다. 기본 마이크로아키텍처는 재규어와 퓨마이다. 모든 제품은 SoC이다. 이는 칩셋이 마더보드가 아닌 APU의 다이에 있음을 의미한다.
AMD 모바일 CPU는 722핀 패키지인 소켓 FS1로 제공되지만 이러한 노트북 CPU가 소켓 AM1과 호환되는지 또는 그 반대인지는 확실하지 않다.
모바일 대응 제품은 소켓 FT3(BGA-769)이다.
코어부트는 하나 이상의 보드를 지원한다.

## 같이 보기
- AMD 가속 처리 장치 마이크로프로세서 목록